# Hipatia Cárdenas de Bustamante
Hipatia Cárdenas de Bustamante (còn được biết đến với bút danh Aspacia) (1889-1972) là một nhà văn, chính trị gia, nhà viết lách và nữ quyền người Ecuador.

## Tiểu sử
Cárdenas được sinh ra tại Quito vào ngày 23 tháng 3 năm 1889 với chính trị gia và chuyên gia pháp lý Alejandro Cárdenas (1945-1922) và Ana Navarro Nájera.
Cùng với Zoila Ugarte de Landívar (1864-1969), Cárdenas là một trong những người tiên phong đấu tranh cho quyền bầu cử của phụ nữ ở Ecuador. Năm 1929, bà trở thành nữ ủy viên hội đồng nhà nước đầu tiên và năm 1932, bà là ứng cử viên nữ tổng thống đầu tiên.
Cô đã đấu tranh cho quyền tiếp tục giành quyền bầu cử cho phụ nữ sau khi tranh cãi sau khi thành lập quyền bầu cử của phụ nữ vào năm 1929. Năm 1943, cô đã xuất bản Vàng, đỏ và xanh '; cô cũng làm việc cho El Día, El Comercio và tạp chí América.
Cárdenas qua đời tại Quito  vào ngày 9/2/1972.